# Monorail de Seattle
Le Monorail de Seattle est un monorail à cheval en aérien situé à Seattle dans l'état du Washington aux États-Unis. Premier monorail aux États-Unis, il a été inauguré le 24 mars 1962 dans le cadre de l'Exposition universelle de 1962, il permet de relier le Seattle Center au Westlake Center sur une distance de 1,5 km sans arrêt intermédiaire. Depuis 2003 le monorail est classé par la ville comme monument historique.

## Histoire

### La navette de l'exposition universelle
Le gouvernement de la ville de Seattle a commencé à planifier sa deuxième exposition universelle en 1955 pour célébrer le 50e anniversaire de l'Exposition Alaska-Yukon-Pacifique de 1909. La Seattle Transit Commission a ordonné une étude pour un monorail entre le centre-ville de Seattle et le parc des expositions proposé en 1958, après avoir entendu les propositions d'opérateurs privés qui ont également offert à la Nouvelle-Orléans et à Houston leurs propres systèmes. Une boucle de 8 km entre le parc des expositions et le centre-ville a été initialement proposée, mais le monorail a ensuite été réduit à un itinéraire de 1,9 km sur la 5e avenue reliant les hôtels du centre-ville au parc des expositions qui coûterait 5,4 millions de dollars à construire.
La Seattle Transit Commission a lancé un appel d'offres pour la conception et la construction de monorail en décembre 1958, recevant des propositions de la Lockheed Corporation, de la St.Louis Car Company, de General Monorail de San Francisco et de la société allemande Alwac International (filiale Alweg), qui avait commencé à installer le monorail de Disneyland en Californie. En avril 1959, la Seattle Transit Commission a choisi Lockheed pour construire le système, le long de la 5e avenue de Pine Street au parc des expositions. La conception de Lockheed comportait trois trains profilés qui ressemblaient à des avions de ligne. Le monorail était considéré comme une pièce maîtresse de l'exposition et comme un catalyseur pour le développement futur d'un système de transport en commun rapide à l'échelle de la ville. Lockheed a entamé des négociations finales avec la ville et les organisateurs de l'exposition fin 1959, mais la Commission a perdu tout intérêt pour le système après que la foire mondiale ait été réduite à six mois au lieu des dix-huit mois d'origine. Le financement du système devenait incertain.  Alwac International, qui avait estimé qu'il en coûterait 3,5 millions de dollars pour installer leur système de monorail Alweg, a soumis une proposition en février 1960 pour financer et construire le projet à ses frais. L'entreprise percevrait les recettes du monorail et des concessions de terminaux, ainsi qu'un supplément sur les billets, et transférerait le système au gouvernement de la ville si le coût total de 3,5 millions de dollars était remboursé. Lockheed a renoncé au projet en faveur d'Alwac et de la société d'ingénierie française Safege. Le comité directeur de l'exposition a repris les négociations abandonnées par la Seattle Transit Commission et a signé un contrat de construction préliminaire avec Alwac le 20 mai 1960. Avec un coût révisé de 4,2 millions de dollars pour accueillir des trains et des stations plus grandes, le contrat final de construction et d'exploitation a été signé le 13 mai 1961.
La construction du monorail débuta en avril 1961. La construction des poteaux et l'installation des poutres ont pris environ huit mois au total. Les trains commencent leurs essais début mars 1962. Le monorail fut ouvert au public pour un voyage inaugural le 24 mars 1962, puis officiellement le 19 avril, soit deux jours avant le début de l'Exposition universelle de 1962. Durant les six mois de l'exposition, il transporta 7,4 millions de passagers.

### Après l'exposition, la navette urbaine de centre-ville
Après l'exposition, le service du monorail sera réduit. Contrairement aux espérances, le monorail ne sera pas rentable. La société gestionnaire, Century 21 Center, Inc., rencontra des problèmes financiers à la fin de 1964, avec 2 millions de dollars de dette et commença à négocier une prise de contrôle de toutes les opérations par le gouvernement de la ville, qui possédait déjà le Seattle Center. Les négociations se sont poursuivies pendant plusieurs mois jusqu'à ce que le gouvernement de la ville accepte en avril 1965 de résilier ses contrats avec Century 21 et de reprendre les installations. Le monorail a été transféré à  la ville en mai au coût de 775 150 dollars, dont 414 128 dollars sous forme d'annulation de dette. À la suite de ces difficultés financières, Alwac International se retira de Seattle en 1966.
À la fin des années 60, le monorail comptait en moyenne 10 000 passagers en semaine et 14 000 le week-end pendant la haute saison estivale. Le Seattle Transit System est resté l'exploitant sous contrat du monorail jusqu'au 1er janvier 1973, date à laquelle il a été intégré par la municipalité au Metropolitan Seattle (Metro Transit), l'agence de transport en commun du comté.
En octobre 1986, l'ancienne station Westlake Center fut démolie pour cause de rénovation du quartier. La survie du monorail fut alors discutée, puis la municipalité décida de le conserver et de reconstruire une nouvelle station. Le nouveau terminal monorail de Westlake Center a ouvert le 25 février 1989 pour desservir directement le nouveau centre commercial. Le monorail bénéficia pour l'occasion de rénovations majeures comprenant également des améliorations des systèmes électriques, ainsi que des travaux sur les deux trains.

## Caractéristiques

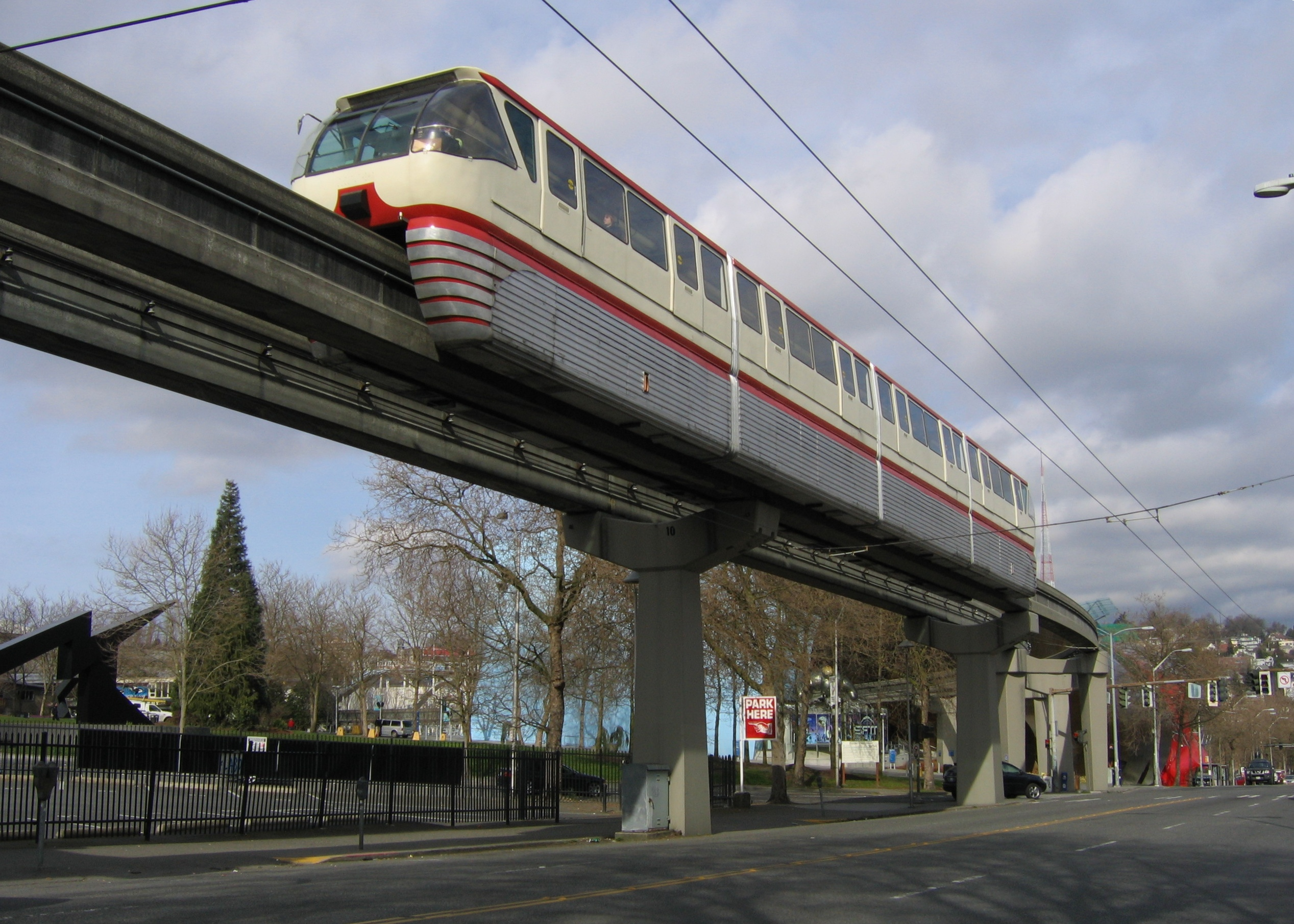
Monorail blanc et rouge sur une voie de guidage surélevée

Le monorail à poutre chevauchante est entièrement surélevé et utilise une série de 68 colonnes de support creuses qui sont jusqu'à 9,1 m au-dessus du niveau de la rue. Les deux voies parallèles sont portées sur des poutres en béton précontraint qui mesurent environ 21 m de long, 1,5 m de haut et 0,91 m de large. La base de maintenance et d'exploitation du système est située sous les plates-formes du terminal de Seattle Center.
Le système a deux trains en aluminium, appelés "Train Bleu" (à l'origine Spirit of Seattle) et "Train Rouge" (à l'origine Spirit of Century 21) à cause de leur peinture originelle. Ils sont chacun assignés à une seule voie en voyage bidirectionnel. Construits en 1962 pour Alweg à l'usine Linke-Hofmann-Buschen (Allemagne de l'Ouest), ils sont restés en service sur la ligne depuis, faisant l'objet d'une rénovation majeure en 2008, et 2009. Chaque train mesure 37 m de long, 3,12 m de large et 4,3 m de haut, avec des joints articulés entre les sections. Les trains ont chacun 124 sièges et une capacité de 250 passagers, avec un débit maximum estimé à 6 000 passagers par heure. Les trains ont également des rampes de secours intégrées pour transférer les passagers entre les trains s'ils sont arrêtés à l'extérieur des gares. Chaque train roule sur un ensemble de 64 pneus en caoutchouc disposés en huit bogies : 16 sont des pneus porteurs disposés par paires sur le dessus de la poutre et ont un diamètre de 100 cm, les 48 autres pneus sont utilisés pour guider le train sur le côté de la poutre et ont un diamètre de 66 cm.
Le système a été conçu pour la conduite automatisée, mais les trains sont contrôlés par des opérateurs qui utilisent un joystick et des moniteurs LCD qui affichent des informations techniques.
Les trains roulent généralement sans électricité pendant la seconde moitié de leur trajet et passent aux freins dynamiques à l'approche d'une gare. Le système utilise un troisième rail pour l'électrification, avec 700 volts CC qui alimentent huit moteurs électriques. Les trains étaient à l'origine capables de rouler à des vitesses allant jusqu'à 97 km/h, mais ont depuis été réduits à 72 km/h pour les opérations normales.
Pendant l'hiver rigoureux, les trains déposent des produits chimiques de dégivrage et du sel sur les voies pour permettre des vitesses normales.

## Exploitation
Le monorail longe la 5e Avenue entre le Seattle Center et le Westlake Center dans le centre-ville de Seattle, sans arrêt intermédiaire.
En 1994, Metro Transit (plus tard King County Metro), l'agence du transport en commun du comté, et le Seattle Center furent remplacés en tant qu'opérateur du monorail par une société privée, qui a signé un contrat de dix ans avec la ville, dernièrement renouvelé en 2014.
Le monorail ne reçoit aucun fonds de fonctionnement de sources publiques, les coûts étant couverts par les tarifs et les subventions fédérales. Le système génère un bénéfice, qui est partagé entre l'entrepreneur et le gouvernement de la ville.
Le monorail est une attraction touristique majeure, mais fonctionne également comme un service de transport en commun régulier avec des trains toutes les dix minutes fonctionnant jusqu'à 16 heures par jour.
Le service a deux horaires saisonniers, avec des trains en automne et en hiver (septembre à mai) fonctionnant de 13 à 14 heures par jour du lundi au samedi, se terminant à 23 h. les vendredis et samedis et 12 heures le dimanche, se terminant à 21 h. L'horaire d'été est utilisé de mai à septembre et comporte des trains en semaine fonctionnant pendant 16 heures et des trains le week-end pendant 15 heures, avec un service tous les jours se terminant à 23 h.
Le monorail fonctionne généralement avec un train par voie et le trajet complet dure environ deux minutes.
Le monorail transporte actuellement 2 millions de passagers par an, soit en moyenne 4 780 passagers en semaine et 7 536 passagers le week-end.

### Accidents

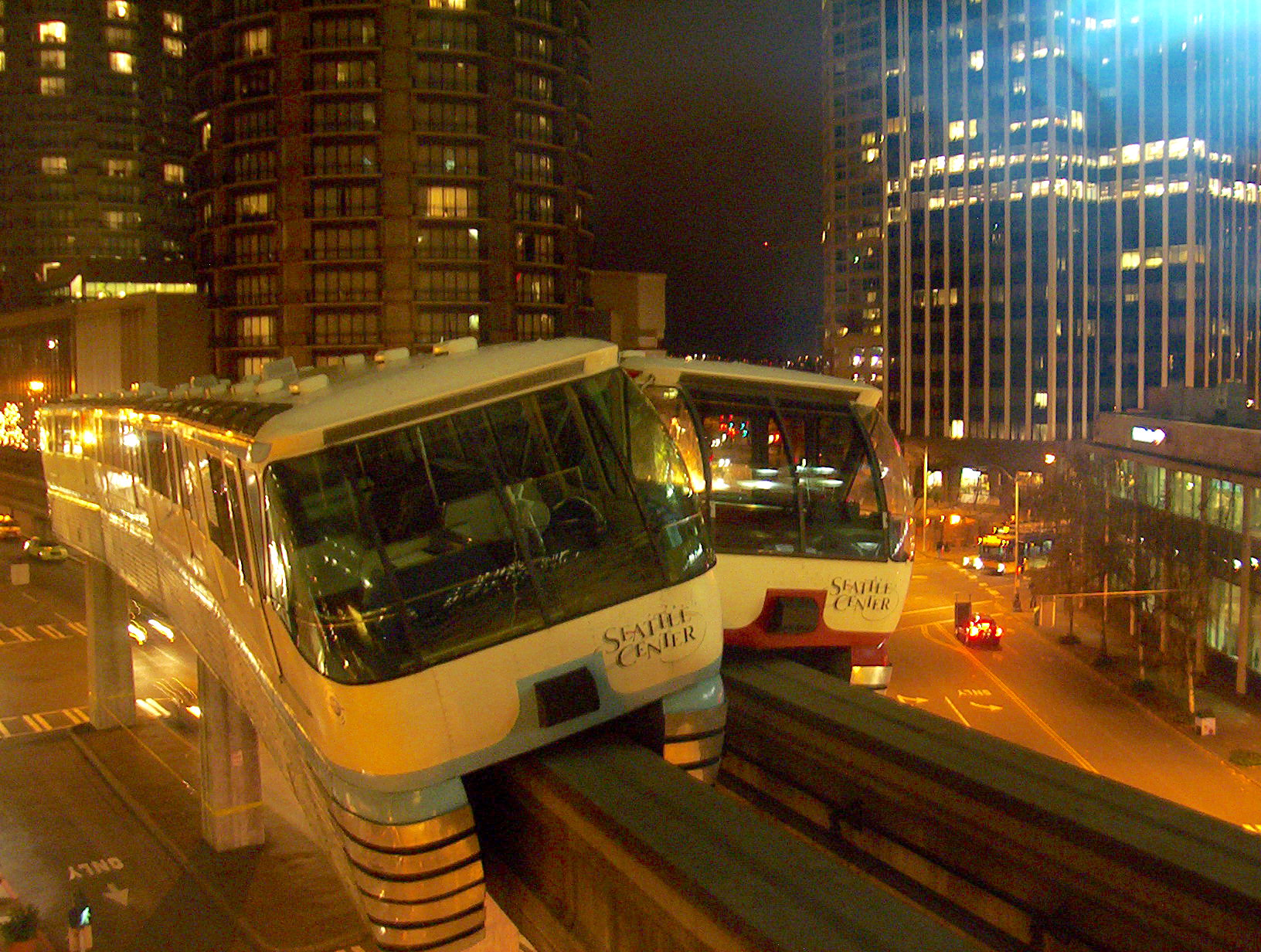
Collision de novembre 2005 près de Westlake Center

Le 31 mai 2004, un incendie s'est déclaré sur le train bleu alors qu'il transportait 150 personnes à bord, dont huit ont été légèrement blessées,. Les passagers ont été évacués à l'aide du train rouge, qui est retourné au terminal du Seattle Center, et via des échelles déployées par le service d'incendie de Seattle. L'incendie a été causé par un arbre d'entraînement qui s'est cassé et a endommagé un sabot de collecteur, ce qui a provoqué un court-circuit. Le train rouge est rentré en service le 16 décembre, tandis que le train bleu est revenu le 2 mai 2005, après d'importantes réparations.
Plusieurs accidents majeurs se sont produits au cours du demi-siècle de service du système, y compris une collision entre trains le 26 novembre 2005 sur une voie entrelacée installée lors de la rénovation de 1988 près du terminal Westlake Center. Quelques mois plus tard, le monorail fut pris encore dans un nouvel accident.

## Projets de développement
Plusieurs agences gouvernementales et entreprises privées ont proposé des extensions du système de monorail depuis sa création dans les années 1960.
Le plus important était le Seattle Monorail Project, fondé par une initiative de vote en 1997 pour construire un réseau à l'échelle de la ville qui étendrait la couverture au-delà du système de train léger Link prévu. Le projet s'est heurté à des difficultés financières, notamment des estimations de coûts s'élevant à 11 milliards de dollars, avant d'être annulé par un vote de la ville en 2005.